# Luci Atili Lusc
Luci Atili Lusc (en llatí: Lucius Atilius Luscus) va ser un magistrat romà del segle v aC. Formava part de la branca patrícia de la gens Atília.
Va ser un dels tres primers tribuns amb poder consolar elegits l'any 444 aC; els altres dos eren Tit Cleli Sícul i Aulus Semproni Atratí el jove. Però, a causa d'un defecte en els auspicis, tant ell com els seus col·legues van haver de renunciar al càrrec al cap de tres mesos, i en el seu lloc s'elegiren cònsols.